# Masato Uchishiba
Masato Uchishiba (内柴 正人?, Uchishiba Masato; Kōshi, 17 giugno 1978) è un judoka giapponese, due volte campione olimpico nella categoria fino a 66 kg alle Olimpiadi del 2004 ed a quelle del 2008.

## Palmarès
- Giochi olimpici estivi

2004 - Atene: oro nella categoria fino a 66 kg.
2008 - Pechino: oro nella categoria fino a 66 kg.
- Campionati mondiali di judo

2005 - Il Cairo: argento nella categoria fino a 66 kg.
- Giochi Asiatici

Busan - 2002: bronzo nella categoria fino a 60 kg.
- Universiadi

2002 - Pechino: oro nella categoria fino a 60 kg.